# Dewey (Porto Rico)
Pour les articles homonymes, voir Dewey.
Dewey ou Culebra Town (en espagnol Pueblo of Culebra) est la ville principale de l'île portoricaine de Culebra dans les Petites Antilles.

## Géographie
La municipalité de Culebra, sur l'ile de Porto Rico (Code International : PR.CU) couvre une superficie de 28 km2 et regroupe 1 868 habitants (au 31 décembre 2006).
C'est à partir de Dewey qu'il est possible d'accéder aux différentes parties du Refuge faunique national de Culebra.

## Économie
L'économie de la ville est principalement basée sur le tourisme en provenance de Porto Rico, le port constituant le point d'accès depuis l'île-mère ou Vieques.